# An San
An San (korejsky 안산, * 27. února 2001 Kwangdžu) je jihokorejská sportovní lukostřelkyně, která na olympijských hrách v Tokiu v roce 2021 získala tři zlaté medaile.

## Osobní život
Narodila se 27. února 2001 ve městě Kwangdžu, kde studuje soukromou ženskou univerzitu. Kvůli tomu a jejímu krátkému sestřihu se během olympiády v roce 2021 stala terčem antifeministické internetové kampaně. Lukostřelbě se začala věnovat na prvním stupni základní školy v chlapeckém družstvu, protože dívčí klub škola neměla. Její první medailí na mezinárodní úrovni bylo stříbro v kategorii smíšených dvojic na juniorském mistrovství světa v Argentině v roce 2017. Mezi dospělými poprvé nastoupila jako osmnáctiletá v červenci 2019 na 4. turnaji světového poháru v Berlíně, kde vyhrála turnaj jednotlivkyň s reflexním lukem. Po mistrovství světa v Yanktonu v Jižní Dakotě, kde získala dvě zlaté (družstvo žen a smíšené družstvo) a jednu bronzovou (individuální) medaili, byla na podzim 2021 nejvýše postavenou lukostřelkyní s reflexním lukem v žebříčku World Archery.

## Letní olympijské hry 2020

### Turnaj jednotlivkyň
Spolu s dvacetidvouletou Čang Min-hui a dvacetipětiletou Kang Čchä-jong reprezentovala Jižní Koreu na olympijských hrách v Tokiu v červenci 2021. V kvalifikaci nastřílela 680 ze 720 možných bodů, čímž o 7 překonala olympijský rekord Liny Herasymenkové z roku 1996. Za ní skončily Čang Min-hui (677) a Kang Čchä-jong (675). Součet bodů tří Jihokorejek byl také nejvyšší v olympijské historii. Ve vyřazovací části turnaje prošla přes Marlyse Hourtouovou z Čadu, Brazilku Ane Marcelle dos Santosovou a Japonku Ren Hajakawaovou do čtvrtfinále, kde narazila na toho času světovou jedničku Deepiku Kumariovou z Indie. Kumariovou porazila ve třech setech 30:27, 26:24 a 26:24. V semifinále porazila desítkou v rozstřelu po pěti setech Američanku Mackenzie Brownovou, která vystřelila devítku. Do rozstřelu došlo i finále turnaje proti Rusce Jeleně Osipovové, ve kterém po setech 28:28, 30:29, 27:28, 27:29, 29:27 An San zasáhla desítku a Osipovová osmičku.

### Družstvo žen
Jihokorejský tým vyhrál osm posledních turnajů ženských družstev, počínaje hrami v Soulu v roce 1988, kde byla tato disciplína poprvé uvedena. Do turnaje v Tokiu nastoupilo 12 tříčlenných družstev. Jako nejlepší v kvalifikaci nemusely favorizované Jihokorejky nastoupit v osmifinále a zapojily se až ve čtvrtfinále, kde porazily Itálii ve třech setech 58:54, 56:52 a 56:49. Po třech setech (54:52, 57:51 a 53:53) skončilo také semifinále s Běloruskem a ve finále proti atletkám ruského olympijského výboru korejský tým vyhrál výsledkem 55:54, 56:53 a 54:51.

### Smíšené družstvo
Na olympiádě v Tokiu se poprvé odehrál turnaj smíšených družstev, do kterého se zapojilo 16 nejlepších dvojic na základě výsledků z individuální kvalifikace. Partnerem An San byl sedmnáctiletý Kim Če-tok. Dvojice porazila nejníže nasazený tým Bangladéše (6:0), ve čtvrtfinále indickou dvojici (6:2) a v semifinále Mexiko (5:1). Do finále nastoupili proti Nizozemcům Gabriele Schloesserové a Steveu Wijlerovi, které ve čtyřech setech (35:38, 37:36, 36:33 a 39:39) porazili 5:3.